# Wer ist Harry Kellerman?
Wer ist Harry Kellerman? ist eine Tragikomödie des Regisseurs Ulu Grosbard aus dem Jahr 1971. Das Drehbuch schrieb Herb Gardner, basierend auf einer seiner Kurzgeschichten. Barbara Harris wurde 1972 für ihre Darstellung der Allison Densmore für den Oscar als beste Nebendarstellerin nominiert.

## Handlung
Der Musiker und Komponist Georgie Soloway steht nachts auf dem Dach eines Hochhauses in Manhattan und schreibt einen Abschiedsbrief. Als der Wind den Brief davonweht und Georgie danach greifen will, fällt er vom Dach. Der Sturz – eine Halluzination – endet auf der Couch seines Psychiaters Dr. Moses. Soloway verlässt den Psychiater und gerät auf der Straße in einen Streit mit einem Zeitungsverkäufer. Dieser verfolgt ihn und Soloway flüchtet in ein Taxi, dessen Rückbank wieder zur Couch in der Praxis von Dr. Moses wird. Weitere Halluzinationen und Flashbacks folgen.
Georgie Soloway erhält einen Anruf seiner Freundin Sally, die ihm erzählt, ein Mann namens Harry Kellerman habe sie angerufen und behauptet, Georgie wäre verheiratet und hätte zwei Kinder. Nach diesem Anruf absolviert Georgie einen spontanen Gastauftritt mit Capt. Loves Band (gespielt von Shel Silverstein und Dr. Hook & the Medicine Show) im Fillmore East und trifft danach auf Susan, eine weitere Freundin. Susan fragt Georgie, ob er sie wirklich für dumm halte, immerhin habe er das Harry Kellerman erzählt. Georgie streitet das ab und sagt, er würde Kellerman umbringen.
Susan verlässt Georgie im Streit und Georgie geht nach Hause. Dort spricht er in verschiedenen Flashbacks mit seinen am Frühstückstisch sitzenden Eltern, seiner Ex-Freundin Ruthie und erinnert sich an das Gespräch mit seiner Frau Gloria, in dem sie die Scheidung verlangte. In einer weiteren Halluzination steht Georgie auf dem Fenstersims eines Hochhauses, unten auf der Straße feiert eine Menschenmenge. Georgie entdeckt, dass ein paar Fenster weiter seine Ex-Frau Gloria steht, die offenbar ebenfalls springen will. Sie unterhalten sich kurz, dann stürzt Gloria in die Tiefe, während Georgie hinter ihr her schaut und sich gleichzeitig auch in der feiernden Menschenmenge befindet. Georgie beugt sich nach vorn, fällt und landet abermals auf der Couch seines Psychiaters.
Mit dem Taxi fährt Soloway zu einem Theater, wo er bei einem Vorsprechen zusieht. Auf der Bühne steht Allison, mit der sich Georgie nach dem Vorsprechen unterhält und ein Lied mit ihr singt. Am Ende erhält Allison einen Anruf von einem Mann, der ihr etwas über Georgie erzählt. Allison fragt, wer der Anrufer ist. Die Kamera zeigt Georgie, der antwortet, sein Name sei Harry Kellerman.

## Kritiken
„Schräger Popfilm mit einem exzellenten Hoffman.“

„In sehr eigenwilliger und komplexer Form stellt der Film die Frage nach dem Ich und dem Lebenssinn. Darstellerisch hervorragend, vor allem im zweiten Teil menschlich anrührend.“

„Ulu Grosbard (‚Gefährliche Beichte‘) gelang eine spannende und menschlich anrührende Studie einer existenziellen Sinnkrise. Dabei konnte er sich ab und zu nicht entscheiden, ob er eine Komödie oder ein Seelendrama erzählen will. Dustin Hoffman brilliert in der Titelrolle des fiktiven Pop-Stars der Siebzigerjahre, dessen psychedelisch anmutender Realitätsverlust mit formal reizvollen Bildkompositionen sowie durch eine labyrinthische, den linearen Zeitverlauf auf den Kopf stellende, Montage nachfühlbar gemacht wird.“